# كينجي نوجيما
كينجي نوجيما (野島健児 نوجيما كينجي) هو مؤدي أصوات ياباني ولد في 16 مارس 1976 في سوغينامي، طوكيو.

## أدواره في الأنمي

### مسلسلات أنمي تلفزيونية
- إينوسنت فينوس - جو كاتسراغي
- ون بيس - بيل
- أماتسكي - هيهاتشي
- بوكورانو - كانجي يوشيكاوا
- البدلة المتنقلة جاندام سيد ديستني - بارت هايم، يونا روما سيران
- شاكوغان نو شانا - كيساكو ساتو
- شاكوغان نو شانا II - كيساكو ساتو
- شاكوغان نو شانا III(فاينل) - كيساكو ساتو
- خادم الصفر: رقصة الأميرات - فيداشال
- خادم الصفر F - فيداشال
- ترايجان - ريتشي
- ساندز أوف ديستراكشن - إيول
- خيميائي الفولاذ FULLMETAL ALCHEMIST - سلايسر/رقم 48 الأخ الأصغر
- إير جير - أكيرا أودو
- كروس جيم - كيتارو ميشيما
- هايسكول اوف ذا ديد - والد أليس ماريساتو
- باكومان - هاياتو (الأرضين)
- Kanon (2006) - كوزي
- غوسيك - نيد باكستر
- إندكس معينة خاصة بالسحر II - متحدث باسم GROUP
- أريا الرصاصة القرمزية - تورو سايوناكي
- الأرجوحة الطائرة - ناويا
- بلود سي - فوميتو ناناهارا
- حفيد نوراريهيون: عاصمة العفاريت - ماميرو كيكاين
- أرشيف دانتاليان - الأخ غرانفيل الأصغر
- فريزينغ فايبريشن - لويس إل بريدجيت
- ميد ساما! - كوغا
- سايكو-باس - نوبوتشيكا غينوزا
- سايكو-باس 2 - نوبوتشيكا غينوزا
- روك لي وأصدقائه النينجا - النادل الوسيم
- يواموشي بيدال - يوكيناري كورودا
- سستر برنسس - واتارو ميناكامي
- أسوماتسو-سان - كاميماتسو
- كوزو نو هونكاي - كاناي نارومي
- سيلور مون كريستال الموسم III - مامورو تشيبا/تكسيدو كامن
- غارو: فانيشينغ لاين - بيدرو
- يوري أون آيس - لي سونغ غيل
- بنانا فيش - إيجي أوكومورا
- غيمة - ليمي
- هايكيو!! نحو القمة - كيتا شينسكي
- حياة فودانشي في المدرسة الثانوية - توشياكي ناكامورا

### أنمي الإنترنت
- سيلور مون كريستال - مامورو تشيبا/تكسيدو كامن، كينغ إنديميون
- سينت سيا: سول أوف غولد - غارم أوتغارد

### أوفا أنمي
- Angel Sanctuary - ستسنا مودو
- شاكوغان نو شانا S - كيساكو ساتو

### أفلام أنمي
- ون بيس: أميرة الصحراء والقراصنة - بيل
- سلسلة أفلام بيرسونا 3 ذا موفي
  - بيرسونا 3 ذا موفي: #1 Spring of Birth - كينجي توموتشيكا
- فيلم سايكوباس - نوبوتشيكا غينوزا
- فيلم بوكيمون: مصير ديوكسيس - ريف
- هاي سبيد! فري! ستارتنغ ديز - ناتسويا كيريشيما
- فري! تايمليس ميدلي - ناتسويا كيريشيما
- فري! تيك يور ماركز - ناتسويا كيريشيما

## أدواره في ألعاب الفيديو
- شادو أوف ذا كولوسس - واندر
- ستار فوكس: هجوم - فوكس ماكلاود
- سوبر سماش برذرز براول - فوكس ماكلاود
- تيلز أوف فيسبيريا - ألكسندر فون كيومور
- مغامرة جوجو الغريبة: فانتوم بلاد - ديو براندو (أيام الصبا)
- مغامرة جوجو الغريبة: أول ستار باتل - ميلوني
- مغامرة جوجو الغريبة: آيز أوف هيفن - ميلوني
- سايكوباس: مانداتوري هابينيس - نوبوتشيكا غينوزا

## أدواره في الدبلجة اليابانية
- سمولفيل - كلارك كنت
- ترانسفورمرز أنيميتد - واسب
- حرب العوالم - روبي فيرير
- كوري إن ذا هاوس - جيسون ستيكلر
- بيرسي جاكسون والأوليمبونس: لص البرق - لوك كاستيلان
- بيرسي جاكسون: بحر من الوحوش - لوك كاستيلان
- متمردو حرب النجوم - إزرا بريدجر

## وصلات خارجية
- كينجي نوجيما على موقع IMDb (الإنجليزية)
- كينجي نوجيما على موقع ميوزك برينز (الإنجليزية)
- كينجي نوجيما على موقع ديسكوغز (الإنجليزية)
- كينجي نوجيما على موقع قاعدة بيانات الفيلم (الإنجليزية)
- كينجي نوجيما على موقع ANN person (الإنجليزية)